# Advokatsamfund
Advokatsamfund, nationell yrkesorganisation för jurister, nästintill uteslutande av karaktären att medlemskap är obligatoriskt för den som vill använda sig av titeln advokat eller motsvarande. Särskiljandet mellan jurister och advokater är intimt förknippat med det kontinentaleuropeiska rättssystemet. I rättssystem stammande från den engelska "Common Law"-traditionen görs av tradition inte denna uppdelning, och titel "advokat" är inte heller brukad i samma bemärkelse som i kontinentaleuropeiska rättssystem, även om undantag finns. I dessa länder organiseras istället ibland jurister i en sammanslutning, "Bar associations", vari medlemskap är ett krav för att få praktisera juridik, alternativt att juristen avlägger en yrkesexamen efter genomgången akademisk utbildning.   

## Norge
Den norske advokatforening är en norsk yrkesförening.
I Norge ger det statliga Tilsynsrådet för advokatvirksomhet rätt till en jurist att arbeta som advokat.

## Danmark
Advokatsamfundet organiserar och reglerar advokatyrket i Danmark. År 2017 var cirka 6000 jurister upptagna i samfundet.

## Finland
Finlands advokatförbund upptar och organiserar advokater i Finland. För advokattiteln krävs en juris kandidatexamen, eller motsvarande, samt att den sökande är över 25 år och har minst fyra års erfarenhet av juridiskt arbete, varav lägst två år inom advokatbranschen.

## Sverige
Sveriges advokatsamfund är delvis styrd av rättegångsbalken.

## England och Wales
I England och Wales finns två typer av jurister, som är deras motsvarighet till advokater, "barristers", som för talan i domstol, och "solicitors" som representerar sina klienter.
En "barrister" måste tillhöra ett av de fyra advokatsamfund som finns för "barristers":
- "The Honourable Society of Gray's Inn"
- "The Honourable Society of Lincoln's Inn"
- "The Honourable Society of the Middle Temple"
- "The Honourable Society of the Inner Temple"

Det finns även en övergripande organisation för dessa fyra samfund, som utövar disciplinär myndighet:
- "General Council of the Bar of England and Wales"

En "solicitor" måste tillhöra det advokatsamfund som finns för "solicitors":
- "Law Society of England and Wales"

## Frankrike
I Frankrike är Le Barreau en privat yrkesorganisation med legal status.

## Tyskland
I Tyskland finns för varje hovrätts domkrets en advokatkammare, som alla inom domkretsen verkande advokater måste tillhöra. Advokatkammaren är en offentligrättslig korporation med obligatoriskt medlemskap. Den utövar disciplinär myndighet över sina medlemmar. Förbundsrebublikens alla advokatkammare tillhör förbundsadvokatkammaren ("Bundesrechtsanwaltskammer").

## USA
I USA finns så kallade "bar associations", som USA:s motsvarigheter till advokater är med i. I de flesta delstater är det inte tillåtet att vara yrkesverksam jurist utan att också vara medlem i en bar association.
American Bar Association är en nationell yrkesförening utan legal status.